# San Carlos (Wenezuela)
San Carlos – miasto w Wenezueli, stolica stanu Cojedes.
Miasto założone w 1678 roku, liczy ok. 108 000 mieszkańców. Ośrodek uniwersytecki.
W mieście rozwinął się przemysł spożywczy, drzewny oraz cementowy.

## Miasta partnerskie
- Maturín
- Valencia